# Letícia Birkheuer
Letícia Birkheuer (Passo Fundo, 25 de abril de 1978) es una actriz y modelo brasileña.

## Carrera
Birkheuer nació en Passo Fundo, Rio Grande do Sul, hija de Irineu y Elvira Birkheuer. Su hermana, Michele Birkheuer, también se desempeña como actriz y modelo. Letícia tiene ascendencia alemana y austriaca.
Fue descubierta mientras jugaba voleibol en Porto Alegre y en 2006 se convirtió en la séptima modelo brasileña con mejores ingresos económicos. Vivió algunos años en Nueva York pero se mudó de nuevo a Brasil para trabajar en la telenovela Belíssima.
En diciembre de 2010, Letícia Birkheuer apareció en la portada de la revista Playboy edición Brasil.

## Vida personal
Estuvo comprometida con el empresario Alexandre Birman entre 2007 y 2008. Más tarde se casó con Alexandre Fumanovich, con quien tiene un hijo, João Guilherme, nacido el 8 de octubre de 2011.